# Seaford (Wielka Brytania)
Seaford – miasto w Anglii, w hrabstwie East Sussex, w dystrykcie Lewes. Leży 84 km na południe od Londynu. W 2007 miasto liczyło 23 161 mieszkańców.